# Філоксен I
Філоксен I Анікет (Непереможний) (*Φιλόξενος ὁ Ἀνίκητος, д/н — 95 до н. е.) — цар Індо-Грецької держави у 100 до н. е.—95 до н. е. роках.

## Життєпис
Походив з династії Євтідемідів. Був нащадком царя Антімаха II. Стосовно часу панування Філоксена є розбіжності: за однією версією (найбільш поширеною) володарював у 100—95 роках до н. е., за другою — 125—110 роках до н. е.
Напевне, зумів об'єднати Індо-грецьке царство, перемігши Деметрія III, Поликсена та інших претендентів. Влада цього царя поширювалася на Арахозію, Паропамісади, Гандхару, можливо Сінд.
На думку низки дослідників, спирався на союз з племенами саків, що діяли в Бактрії. На це вказує форма драхм, що карбувалися за часів Філоксена I — квадратної форми (поширеною серед саків). На них представлено написи давньогрецькою мовою та палі — MAHARAJASA APADIHATASA PHILASINASA та BASILEOS ANIKETOU PHILOXENOU. Серед зображень присутні Ніка, Геліос, бик. Деякі тетрадрахми наслідують аттичний стиль.
Після смерті Філоксена I держава розпалася на декілька частин. Можливо, він загинув у боротьбі з Геліоклом II. Володіння було поділено між Діомедом I, Амінтою I та Епандером.